# 武市正恒
武市 正恒（たけち まさつね、? - 嘉永2年8月1日（1849年9月17日））は、江戸時代後期の土佐藩郷士。武市瑞山、田内衛吉の父。

## 来歴
通称は半右衛門。武市正久の子で、妹の武市菊子は幕末の高名な歌人、朱子学者の鹿持雅澄に嫁ぐ。
武市家の財力が飛躍的に向上したのは、父・正久の代のときに累代の功績が藩に認められ、「白札」の身分を与えられたことに始まる。また文化年間、仁井田に加え、池、西野地、上野尻に領地を持ち、その総高は51石余りであったとされ、郷士としては相当程度の富を有していたと考えられる。こうした名家・武市家の総領を父から引き継いだ正恒は、幼い頃より父から厳格な環境で育てられ、武芸に励んだだけではなく、漢詩や舞踊、絵画に至るまでを習得した。身分制度の抑圧との戦い、強烈なエリート意識は、妻テツ（漢字表記は鉄）との間の長男・瑞山（幼名：鹿衛）の後年の人格形成に影響を与えたといえる。
一説では正恒は、瑞山とは不仲であったともいう。瑞山が9歳を数えた折、自らのもとから離し、高知城下の親類の家を転々とさせ、武士としての心構えや道徳にいたる修行を積ませた。その賜物もあり、成長した瑞山は剣術や画において卓越した才能を身につけることとなるので、正恒が子を疎んじていたとは言い切れない面もある。
恐らく瑞山も、名流を継ぐ者としての自覚を早い段階で見出し、周囲の期待に応えるべく懸命に鍛錬した結果とも言えよう。
嘉永2年（1849年）8月、正恒は病を患って死去した。同年11月、瑞山が家督を継いだ。

## 家族
武市遠祖は藤原氏で、郷士のなかでも代々指折りの名家に属し、土佐の長岡郡・仁井田郷伊吹村を治めていた一領具足の末裔にあたる。武市家のルーツを遡ると、室町初期・南北朝時代からと言われる。
- 父：武市正久
- 母：久万氏の娘（明和9年（1772年）- 万延元年3月19日（1860年4月9日）正恒夫妻が相次いで亡くなった後、孫の瑞山・富夫妻が面倒を見続けていたという。
  - 本人：武市正恒
  - 妻：大井氏の娘・鉄（てつ、? - 嘉永2年9月8日（1849年10月23日））
    - 長女：美多 - 小笠原嘉助の後妻
    - 次女：奈美 - 山崎孫平の妻
    - 三女：琴 - 内村弥平の妻
    - 長男：武市瑞山
    - 次男：田内衛吉

  - 姉：登美 - 勝賀瀬小八郎の妻
  - 妹：菊子 - 鹿持雅澄の妻
    - 甥：鹿持雅慶（孫平）
    - 姪：宮地茂光の妻